# Wahydra
Wahydra là một chi bướm ngày thuộc họ Bướm nâu.